# سیارک ۹۰۳۹۶
سیارک ۹۰۳۹۶ (به انگلیسی: 90396 Franklopez، نامگذاری:2003YA4) نود هزار و سیصد و نود و ششمین سیارک کشف شده‌است که در ۱۶ دسامبر ۲۰۰۳ کشف شد.